# Hnum

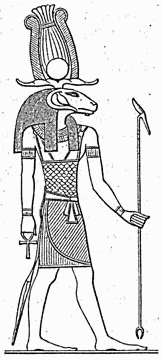
Hnum

Hnum, Chnum, Khnum vagy Khnubisz a termékenység kosfejű istene az ókori egyiptomi vallásban. Teremtő isten és a Nílus forrásának őrzője (jelzője: „a Nílus-küszöbök ura”), mint harci istenség elhárította az ellenség támadásait. Ő alkotta meg fazekaskorongján agyagból az első embert. Apja Nun, a vizek istene. Kultuszközpontja Eszna, ahol két Nílus-istennővel alkot háromságot: felesége Szatet, lánya Anuket. Máshol Menhittel és Nebetuuval alkot hasonló háromságot.
Segédkezett a szüléseknél. Lelki hasonmása (Ka), az emberi sorsokat irányította. A görög-római korban demiurgoszként tisztelték, aki fazekaskorongon formálta meg az egész világot. Mivel a „kos” és a „lélek” (ba) az egyiptomi nyelvben azonos hangalakú szó, azt tartották, hogy Khnum testesíti meg sok istennek a lelkét (pl. Geb). Mint demiurgosz Ptahhoz állt közel („Hnum megformált, Ptah pedig megteremtett téged”). Később Ámonnal, Rével és Szobekkel azonosult.